# Сабізабулін
Сабізабулін (англ. Sabizabulin) — хімічна сполука з групи похідних індолу та імідазолу, про яку вперше повідомили Далтон, Лі та Міллер у 2012 році. Сабізабулін вивчається як інгібітор мітозу та хіміотерапевтичний засіб при резистентному до кастрації метастатичному раку простати, та проти вірусу SARS-CoV-2 (який спричинює COVID-19).

## Властивості
Сабізабулін може застосовуватися перорально, та діє на мікротрубочки, які є компонентом цитоскелету. Він зв'язується з ділянкою зв'язування колхіцину на бета-субодиниці тубуліну, а також з новим сайтом на альфа-субодиниці тубуліну, та спричиняє перехресне зшивання обох молекул, таким чином деполімеризуючи мікротрубочки та запобігаючи їх полімеризації. Запобігаючи утворенню мітотичного веретена, він безпосередньо пригнічує мітоз пухлинних клітин та ендотеліальних клітин, які намагаються утворити нові кровоносні судини для їх живлення. Паралельно відбувається опосередкована мікротрубочками передача клітинних компонентів (включаючи рецептори андрогенів до ядра), таким чином, препарат має потенційний антиандрогенний ефект. Також може пригнічуватися перенесення вірусних часток (включаючи SARS-CoV-2). Цей ефект може сприяти пригніченню реплікації та збирання вірусів. Інгібування полімеризації тубуліну може також пригнічувати вивільнення прозапальних цитокінів і порушувати діяльність прозапальних клітин.
Сабізабулін не є субстратом P-глікопротеїну, що є ефлюксним насосом, який у разі надмірної експресії може сприяти формуванню стійкості до таксанів, що є групою широко використовуваних лікарських засобів проти раку.

## Клінічні дослідження

### Лікування COVID-19
У клінічному дослідженні III фази лікування важкої форми COVID-19 за даними виробника сабізабулін знизив смертність на 55 %. Через високу ефективність тестову фазу було припинено передчасно, щоб більше не довелося відмовлятися від призначення препарату для створення контрольної групи із застосуванням плацебо.

## Додаткові джерела
- Deng S, Krutilina RI, Wang Q, Lin Z, Parke DN, Playa HC, Chen H, Miller DD, Seagroves TN, Li W (лютий 2020). An Orally Available Tubulin Inhibitor, VERU-111, Suppresses Triple-Negative Breast Cancer Tumor Growth and Metastasis and Bypasses Taxane Resistance. Mol Cancer Ther. 19 (2): 348—363. doi:10.1158/1535-7163.MCT-19-0536. PMC 7007836. PMID 31645441. {{cite journal}}: Недійсний |display-authors=6 (довідка) (англ.)